# Grand Prix de Ginástica Rítmica
O circuito Grand Prix de Ginástica Rítmica é uma competição anual de torneios de ginástica rítmica aberta a ginastas de todo o mundo. A série consiste em uma série de etapas em diferentes países da Europa. O circuito do Grand Prix costuma sediar alguns dos eventos anuais mais assistidos da ginástica rítmica, reunindo frequentemente alguns dos melhores ginastas do mundo. Cada etapa do Grand Prix é realizada como uma competição de qualificação geral, seguida por quatro finais de aparelhos com arco, bola, maças e fita. O evento final no circuito é comumente referido como Final do Grand Prix. O foco em cada etapa está nas performances individuais, embora grupos também possam competir em algumas etapas desde, pelo menos, 1995. O circuito Grand Prix não deve ser confundido com a série da Copa do Mundo de Ginástica Rítmica, que é uma competição organizada oficialmente pela Fédération Internationale de Gymnastique (FIG), enquanto o Grand Prix não é organizado nem promovido pela FIG.

## História
O circuito do Grand Prix foi criado em 1994. O então vice-presidente da Federação Internacional de Ginástica, Hans-Jürgen Zacharias, e Robert Baur, tiveram a ideia de uma série de eventos realizados em diferentes cidades, e as regras foram elaboradas ao longo de muitas reuniões com a União Europeia de Ginástica (UEG). O objetivo era reunir a elite da Ginástica Rítmica internacional, bem como estrelas em ascensão. As melhores ginastas do mundo seriam incluídas em um ranking e um prêmio em dinheiro também seria pago. As nações que sediaram etapas do Grand Prix incluem Áustria, Bielorrússia, Bélgica, Bulgária, República Tcheca, Estônia, França, Alemanha, Israel, Holanda, Eslováquia, Eslovênia, Espanha, Rússia e Ucrânia.

## Circuito Grand Prix

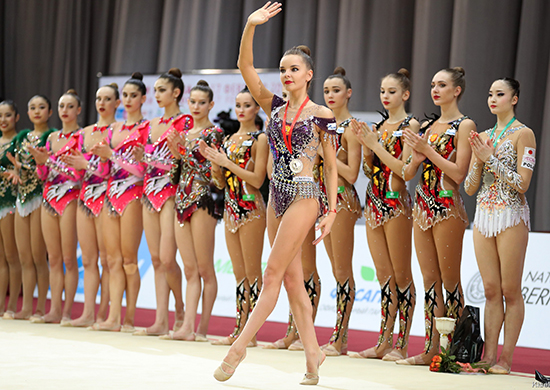
Ginastas no Grand Prix de Moscou de 2019

A cada ano, uma série de etapas que vão de um mínimo de três a um máximo de dez, são realizadas em diferentes países da Europa. Ginastas individuais se apresentam em uma competição geral que também serve como qualificação para as finais de aparelhos. Nas primeiras edições do Grand Prix, uma final geral separada também foi realizada. O evento de encerramento do circuito é comumente referido como Final do Grand Prix, com um forte foco nas performances individuais. Até 2005, apenas as ginastas mais bem classificadas das etapas anteriores podiam disputar a Final. Embora os eventos de grupo tenham ocorrido nos mesmos locais onde a Final do Grand Prix é realizada, há um forte foco nas performances individuais, com os grupos muitas vezes não sendo considerados parte da competição oficial.

### Eventos
| Ano  | Número de etapas | Final do Grand Prix      | Local      | Ref.   |
| ---- | ---------------- | ------------------------ | ---------- | ------ |
| 1994 | 4                | Vienna Grand Prix        | Viena      | [ 8 ]  |
| 1995 | 4                | Alfred Vogel Grand Prix  | Deventer   | [ 9 ]  |
| 1996 | 5                | Vienna Grand Prix        | Viena      | [ 10 ] |
| 1997 | 6                | Alfred Vogel Grand Prix  | Deventer   |        |
| 1998 | 6                | Grand Prix Linz          | Linz       | [ 11 ] |
| 1999 | 7                | Grand Prix Korneuburg    | Korneuburg | [ 12 ] |
| 2000 | 5                | Alfred Vogel Grand Prix  | Deventer   | [ 7 ]  |
| 2001 | 6                | Alfred Vogel Grand Prix  | Deventer   | [ 13 ] |
| 2002 | 8                | Grand Prix Innsbruck     | Innsbruck  | [ 14 ] |
| 2003 | 9                | Grand Prix Innsbruck     | Innsbruck  | [ 15 ] |
| 2004 | 7                | Alfred Vogel Grand Prix  | Deventer   | [ 16 ] |
| 2005 | 8                | Berlin Masters           | Berlin     | [ 17 ] |
| 2006 | 9                | Berlin Masters           | Berlin     | [ 18 ] |
| 2007 | 10               | Grand Prix Innsbruck     | Innsbruck  | [ 19 ] |
| 2008 | 8                | Grand Prix Slovakia      | Bratislava | [ 20 ] |
| 2009 | 8                | Berlin Masters           | Berlin     | [ 21 ] |
| 2010 | 8                | Berlin Masters           | Berlin     | [ 22 ] |
| 2011 | 5                | Brno Grand Prix          | Brno       | [ 23 ] |
| 2012 | 7                | Brno Grand Prix          | Brno       | [ 24 ] |
| 2013 | 5                | Berlin Masters           | Berlin     | [ 25 ] |
| 2014 | 6                | Grand Prix Innsbruck     | Innsbruck  | [ 26 ] |
| 2015 | 5                | Brno Grand Prix          | Brno       | [ 27 ] |
| 2016 | 5                | Grand Prix Eilat         | Eilat      | [ 28 ] |
| 2017 | 8                | Grand Prix Eilat         | Eilat      | [ 29 ] |
| 2018 | 6                | Grand Prix Marbella      | Marbella   | [ 30 ] |
| 2019 | 6                | Brno Grand Prix          | Brno       | [ 31 ] |
| 2020 | 4                | Deriugina Grand Prix     | Kyiv       | [ 32 ] |
| 2021 | 3                | Grand Prix Marbella      | Marbella   | [ 33 ] |
| 2022 | 4                | Grand Prix Brno Tart Cup | Brno       | [ 34 ] |
| 2023 | 4                | Grand Prix Brno Tart Cup | Brno       | [ 35 ] |

## Circuito de 2024

### Eventos
| Data             | Evento                               | Local    | Ref.          |
| ---------------- | ------------------------------------ | -------- | ------------- |
| 2 a 3 de março   | 2024 Miss Valentine Tartu Grand Prix | Tartu    | [ 36 ] [ 37 ] |
| 9 a 10 de março  | Grand Prix Marbella 2024             | Marbella | [ 38 ]        |
| 30 a 31 de março | Grand Prix Thiais 2024               | Thiais   | [ 39 ]        |
| June 15–16       | Grand Prix Brno 2024                 | Brno     | [ 39 ]        |

### Medalhistas

#### Individual geral
| Competições | Ouro                  | Prata              | Bronze              |
| ----------- | --------------------- | ------------------ | ------------------- |
| Tartu       | Viktoriia Onopriienko | Elvira Krasnobaeva | Taisiia Onofriichuk |
| Marbella    | Stiliana Nikolova     | Takhmina Ikromova  | Darja Varfolomeev   |
| Thiais      | Takhmina Ikromova     | Hélène Karbanov    | Ekaterina Vedeneeva |
| Brno        | Evento futuro         | Evento futuro      | Evento futuro       |

#### Arco
| Competições | Ouro                  | Prata                 | Bronze              |
| ----------- | --------------------- | --------------------- | ------------------- |
| Tartu       | Viktoriia Onopriienko | Elvira Krasnobaeva    | Aibota Yertaikyzy   |
| Marbella    | Darja Varfolomeev     | Viktoriia Onopriienko | Ekaterina Vedeneeva |
| Thiais      | Viktoriia Onopriienko | Aibota Yertaikyzy     | Hélène Karbanov     |
| Brno        | Evento futuro         | Evento futuro         | Evento futuro       |

#### Bola
| Competições | Ouro                  | Prata               | Bronze              |
| ----------- | --------------------- | ------------------- | ------------------- |
| Tartu       | Viktoriia Onopriienko | Aibota Yertaikyzy   | Taisiia Onofriichuk |
| Marbella    | Elzhana Taniyeva      | Takhmina Ikromova   | Ekaterina Vedeneeva |
| Thiais      | Viktoriia Onopriienko | Ekaterina Vedeneeva | Aibota Yertaikyzy   |
| Brno        | Evento futuro         | Evento futuro       | Evento futuro       |

#### Maças
| Competições | Ouro                | Prata                 | Bronze          |
| ----------- | ------------------- | --------------------- | --------------- |
| Tartu       | Taisiia Onofriichuk | Viktoriia Onopriienko | Carmel Kallemaa |
| Marbella    | Stiliana Nikolova   | Takhmina Ikromova     | Eva Brezalieva  |
| Thiais      | Ekaterina Vedeneeva | Emilia Heichel        | Hélène Karbanov |
| Brno        | Evento futuro       | Evento futuro         | Evento futuro   |

#### Fita
| Competições | Ouro                  | Prata               | Bronze                |
| ----------- | --------------------- | ------------------- | --------------------- |
| Tartu       | Viktoriia Onopriienko | Megan Chu           | Elvira Krasnobaeva    |
| Marbella    | Stiliana Nikolova     | Ekaterina Vedeneeva | Viktoriia Onopriienko |
| Thiais      | Ekaterina Vedeneeva   | Aibota Yertaikyzy   | Taisiia Onofriichuk   |
| Brno        | Evento futuro         | Evento futuro       | Evento futuro         |

## Quadro geral de medalhas

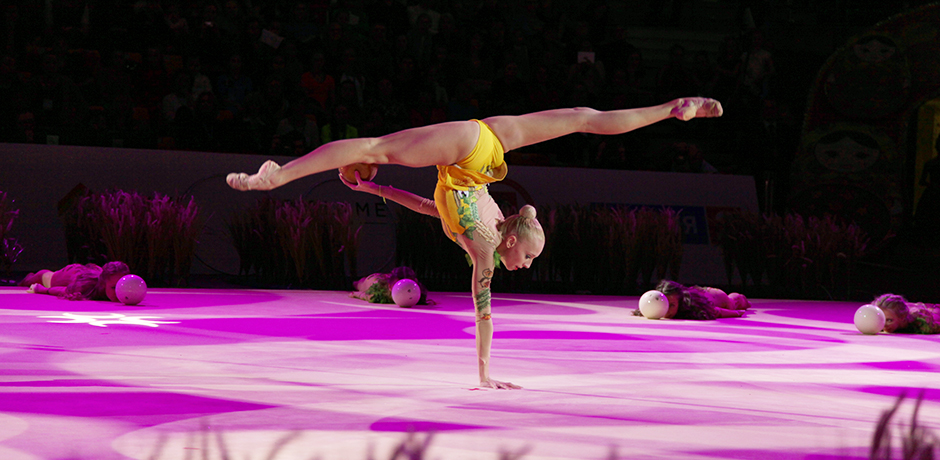
Yana Kudryavtseva no Grand Prix de Moscou de 2015

O que se segue é uma tabela contendo o número total de medalhas conquistadas por ginastas individuais representando suas nações em todas as etapas do circuito Grand Prix de Ginástica Rítmica de 1994 a 2023. Os resultados contabilizados incluem apenas as medalhistas seniores nas etapas regulares do circuito, como bem como a final do Grand Prix. Os eventos de grupo, quer em competições oficiais do Grand Prix, quer em torneios internacionais realizados paralelamente às etapas do Grand Prix, não foram tidos em consideração.
| Pos.                | País                | Ouro | Prata | Bronze | Total |
| ------------------- | ------------------- | ---- | ----- | ------ | ----- |
| 1                   | Rússia              | 623  | 423   | 218    | 1264  |
| 2                   | Ucrânia             | 160  | 160   | 179    | 499   |
| 3                   | Bielorrússia        | 54   | 141   | 188    | 383   |
| 4                   | Bulgária            | 26   | 64    | 74     | 164   |
| 5                   | Israel              | 13   | 35    | 72     | 120   |
| 6                   | Eslovénia           | 7    | 3     | 6      | 16    |
| 7                   | Itália              | 4    | 1     | 6      | 11    |
| 8                   | Cazaquistão         | 3    | 15    | 30     | 48    |
| 9                   | Alemanha            | 3    | 4     | 8      | 15    |
| 10                  | Geórgia             | 3    | 3     | 6      | 12    |
| 11                  | Azerbaijão          | 2    | 14    | 41     | 57    |
| 12                  | França              | 2    | 6     | 15     | 23    |
| 13                  | Uzbequistão         | 2    | 5     | 5      | 12    |
| 14                  | Espanha             | 2    | 1     | 4      | 7     |
| 15                  | Hungria             | 1    | 2     | 2      | 5     |
| 16                  | Grécia              | 1    | 1     | 2      | 4     |
| 17                  | Brasil              | 1    | 0     | 0      | 1     |
| 18                  | Coreia do Sul       | 0    | 2     | 7      | 9     |
| 19                  | Estados Unidos      | 0    | 2     | 3      | 5     |
| 20                  | Canadá              | 0    | 1     | 6      | 7     |
| 21                  | Chéquia             | 0    | 1     | 2      | 3     |
| 21                  | Polónia             | 0    | 1     | 2      | 3     |
| 23                  | Estónia             | 0    | 1     | 0      | 1     |
| 24                  | Áustria             | 0    | 0     | 4      | 4     |
| 25                  | Letónia             | 0    | 0     | 3      | 3     |
| 26                  | Japão               | 0    | 0     | 1      | 1     |
| Total (26 entradas) | Total (26 entradas) | 907  | 886   | 884    | 2677  |

## Eventos de grupo

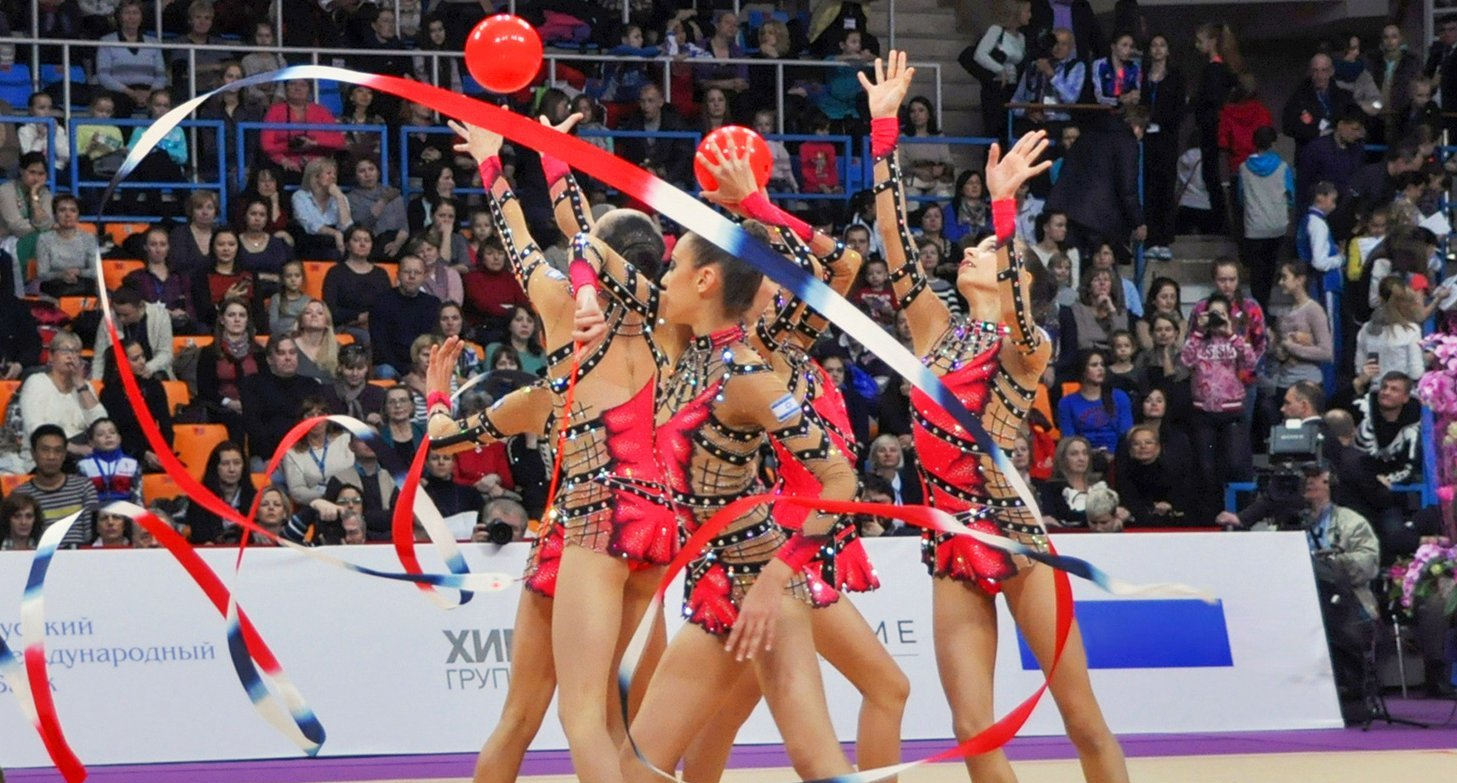
Grupo israelense no Grand Prix de Moscou de 2014

Os organizadores dos eventos do Grand Prix também podem realizar eventos extras para grupos no mesmo local. Nas primeiras edições, as competições de grupo eram organizadas como eventos paralelos (geralmente na forma de torneios internacionais) que eram intercalados com apresentações individuais durante as competições do Grand Prix. Em 2003, um evento oficial do Grand Prix especialmente para grupos foi realizado em Sófia, Bulgária. Desde 2016, os organizadores também podem registrar uma competição de Grand Prix em grupos. As nações que ganharam pelo menos uma medalha no nível sênior, seja em torneios internacionais ou etapas oficiais do Grand Prix, desde 1995, incluem:
- Azerbaijão[41]
- Bielorrússia[42]
- Brasil[42]
- Bulgária[43]
- Canadá[44]
- China[42]
- Egito[45]
- Estónia[46]
- Finlândia[47]
- França[48]
- Geórgia[49]
- Alemanha[48]
- Grécia[7]
- Hungria[50]
- Israel[46]
- Itália[41]
- Japão[51]
- Letônia[50]
- Lituânia[52]
- México[53]
- Moldávia[47]
- Países Baixos[52]
- Noruega[50]
- Polónia[42]
- Portugal[43]
- Rússia[42]
- Espanha[48]
- Suécia[54]
- Suíça [55]
- Turquia[44]
- Ucrânia[41]
- Estados Unidos[41]
- Uzbequistão[44]